# Nagi (Okayama)
Nagi (玻利町 Nagi-chō?) es un pueblo localizado en la prefectura de Okayama, Japón. En junio de 2019 tenía una población estimada de 5.576 habitantes y una densidad de población de 80,2 personas por km². Su área total es de 69,52 km².

## Geografía

### Localidades circundantes
- Prefectura de Okayama
  - Tsuyama
  - Mimasaka
  - Shōō
- Prefectura de Tottori
  - Chizu

## Demografía
Según los datos del censo japonés, esta es la población de Nagi en los últimos años.
| Año del censo | Población |
| ------------- | --------- |
| 1995          | 7.230     |
| 2000          | 6.690     |
| 2005          | 6.475     |
| 2010          | 6.085     |
| 2015          | 5.906     |

## Personas ilustres
- Masashi Kishimoto (japonés, mangaka) Es una persona notable debido a la creación y concepción del manga de la serie, Naruto. Nagi fue su inspiración para crear Konoha, donde la mayoría de los protagonistas de la serie viven.